# Золота епоха наукової фантастики
Золот́е століття науќової фант́астики (англ. Golden Age of Science Fiction) — період, що приблизно охоплює проміжок з кінця 30-х років і до 50-х років XX століття, коли жанр наукової фантастики стає дуже популярним в англомовних країнах, коли було вперше видано багато класичних творів жанру. В історії наукової фантастики Золотий Вік йде після епохи космічної опери pulp-журналів 1920—1930-х років і передує новій хвилі наукової фантастики. За словами автора та історика фантастики Адама Робертса, «Золоте століття піднесло особливий стиль написання: міцна наукова фантастика, лінійне оповідання, героїчне розв'язання проблем, протидія загрозам з космічної опери».

## Від Гернсбека до Кемпбелла
Найбільший вплив на виникнення Золотого століття надав Джон В. Кемпбелл-молодший, що став легендою в жанрі як редактор і видавець багатьох журналів наукової фантастики, в тому числі «Astounding Science Fiction». Під редакцією Кемпбелла в науковій фантастиці стало більше реалізму і психологічної глибини в характерах персонажів, ніж до цього було в «супернаукову» епоху Гернсбека. Авторський фокус змістився від механізму до людини, що використовує цей механізм. Більшість фанів вважають, що Золоте століття почався близько 1938—1939; в липні 1939 рік вийшов номер «Astounding Science Fiction», що містить перші опубліковані розповіді Айзека Азімова й Альфреда ван Вогта, і цю дату часто наводять як точну дату початку Золотого віку.

## Розвиток жанру
Багато штампів і загальних фраз наукової фантастики виникли в епоху Золотого століття. Завдяки роботам Едварда Елмера Сміта космічна опера вийшла на новий рівень. Айзек Азімов в оповіданні «Брехун!» 1941 вперше вивів свої знамениті три закони робототехніки та заклав основу космооперної франшизи «Фундація». Однією із загальних рис Золотого століття: впровадження технічних винаходів і відчуття дива у читачів, прикладом може служити розповідь Азімова «Прихід ночі», коли цивілізація на планеті була зруйнована за одну ніч у результаті неординарного космічного катаклізму. Романи 50-х від Роберта Гайнлайна, як-от «Лялькарі», «Подвійна зірка», «Зоряні піхотинці», явно виражають лібертаріанську ідеологію, яка в той час була широко представлена в жанрі.
У Золотому столітті в фантастиці знову з'являються теми релігії і духовності, які були центральними в старій фантастиці до епохи космоопери, але придушувалися Хьюго Гернсбек як невідповідні його поданням про «науковості». Серед найвідоміших творів цього типу: «Марсіанські хроніки» Рея Бредбері, «Кінець дитинства» Артура Кларка, «Справа совісті» Джеймса Бліша і «Кантата за Лейбовіцем» Волтера Міллера.

## Культурне значення
Як явище, яке вплинуло на дуже багатьох підлітків під час Другої світової війни і наступної за нею холодної війни, Золотий вік наукової фантастики залишив значний слід у суспільстві. Початок золотого століття збіглося з першим конвентом Worldcon в 1939 р. і відтоді наукова фантастика знайшла значну суспільну силу, особливо для її найактивніших фанів. Жанр, особливо в період свого розквіту, надавав помітний, хоч і дещо непрямий вплив на військових лідерів, інформаційні технології, Голлівуду на саму науку (особливо біотехнологію і фармацевтику).
Варто зазначити, що багато батьків у той час часто сприймали наукову фантастику з відтінком жаху і проявляли нетерпимість до неї, зазвичай викликану колоритними ілюстраціями на обкладинках pulp-журналів. Стереотип на обкладинках таких журналів — жінка в бронебікіні під владою окастого монстра.

## Найпомітніші автори «Золотої епохи фантастики»
Ряд дуже впливових авторів наукової фантастики почали свою діяльність у Золотому столітті, в тому числі:
| - Айзек Азімов - Філіп К. Дік - Пол Андерсон - Гаррі Бейтс - Альфред Бестер - Джеймс Бліш - Роберт Блох - Фредерік Браун - Рей Бредбері - Лі Брекетт - Менлі Вейд Веллмен - Джек Венс - Джек Вільямсон - Джон Віндем - Альфред ван Вогт - Дональд Воллгайм | - Л. Рон Габбард - Роберт Гайнлайн - Гаррі Гаррісон - Едмонд Гемілтон - Джеймс Ґанн - Реймонд З. Ґеллун - Лестер дель Рей - Рей Каммінгс - Лайон Спрег де Кемп - Ніл Джоунс - Дейвід Кайл - Генрі Каттнер - Дейвід Г. Келлер - Артур Кларк - Джон Кемпбелл-молодший - Хол Клемент | - Стентон А. Кобленц - Теодор Р. Когсвелл - Сиріл М. Корнблас - Джон Крістофер - Фріц Лайбер - Маррі Лайнстер - Роберт Лаундс - Френк Белнеп Лонг - Енн Маккефрі - Кетрін Маклін - Джудіт Мерріл - Волтер Міллер-молодший - Кетрін Л. Мур - Деймон Найт - Андре Нортон - Браєн Олдіс | - Чед Олівер - Фредерик Пол - Ерік Френк Рассел - Росс Роклін - Мілтон А. Росмен - Кліффорд Сімак - Джордж О. Сміт - Е. Е. «Док» Сміт - Теодор Стерджон - Вілсон Такер - Вільям Тенн - Філіп Хосе Фармер - Чарльз Л. Харнесс - Бертрам Чендлер - Роберт Шеклі |

## Кінець Золотого століття
Якщо початок Золотого століття можна досить точно вказати, то визначити його кінець складніше, але можна виділити кілька факторів, що змінили обличчя жанру в період із середини до кінця 50-х років. Можливо, найважливішим тут є скорочення ринку, що проявилося в закритті десятків великих науково-фантастичних журналів протягом п'яти років. Водночас зменшилася частка наукової фантастики на телебаченні й радіо, до 1955 ріку припинена зйомка багатьох телесеріалів. Наукова фантастика процвітала в коміксах початку 50-х, але створення Кодексу коміксів (незалежного органу саморегулювання змісту коміксів у США) серйозно впливає на жанр, призводить до припинення публікацій деяких коміксів.
Таким чином, друга половина 50-х років ознаменувалася зниженням конкурентоспроможності наукової фантастики. Водночас технічний прогрес, кульмінацією якого став запуск Супутника-1 в жовтні 1957 року, зменшує розрив між реальним світом і світом фантастики, змушує авторів бути сміливішими у своїй творчості заради того, щоб їхні твори були актуальними. З'являються нові жанри наукової фантастики, які зосереджені не стільки на досягнення людей у космічних кораблях і лабораторіях, скільки на те, як ці досягнення змінять людство.